# Удомља (језеро)
Удомља (рус. Озеро Удомля) представља травертинско проточно језеро у европском делу Руске Федерације. Налази се у северном делу Тверске области, на територији Удомљанског рејона, северно од града Удомље.
У језеро се улива река Овсјанка (14 км), а из њега истиче река Сјежа и део је сливног подручја реке Мсте (део басена Неве) и део басена Балтичког мора. Ујезерена површина обухвата акваторију од око 10 км², максималне дужине до 7,5 километара, ширине до 3,2 км. Површина језера при просечном водостају лежи на надморској висини од око 154 метра. Просечна дубина језера је око 10 метара, док је максимална дубина до 38 метара.
Језерско дно је благо нагето у смеру север-југ. У његовом југозападном делу налази се већи залив који се наставља на канал ширине и до 180 метара преко којег је Удомља повезано са суседним језером Песво, а на истом месту из језера отиче река Сјежа. На месту где из језера отиче река Сјежа налази се брана којом се регулише ниво воде у језеру.
Његове обале су углавном обрасле шумом, док су мање површине обрађене. Источна обала је знатно равнија и нижа, за разлику од западне која је нешто кршевитија.
На јужној обали језера 1974. је саграђена Калињинска нуклеарна електрана (КНЕ). Његове воде, баш као и воде суседног језера Песво користе се за хлађење нуклеарних реактора КНЕ. Због тога је у језеру и до 50 пута већа концентрација радиоактивних изотопа трицијума у односу на њихове просечне вредности.